# Lester Bowie
Lester Bowie (11. října 1941 Frederick, Maryland, USA – 8. listopadu 1999) byl americký jazzový trumpetista. V roce 1968 byl zakládajícím členem souboru Art Ensemble of Chicago a byl členem AACM. Spolupracoval například s Jackem DeJohnetteem na albech New Directions a Zebra. Spolupracoval rovněž s Davidem Bowiem na albu Black Tie White Noise z roku 1993. Zemřel na rakovinu jater. V roce 2003 mu bylo věnováno album Tribute to Lester.